# باناتسكي كارلوفاتس
باناتسكي كارلوفاك (Банатски Карловац) هي مدينة في جوزنو-بانات في مقاطعة فويفودينا في صربيا.
يبلغ عدد سكانها حوالي 5751 نسمة.

## المناخ
يظهر الجدول التالي التغييرات المناخية على مدار السنة لباناتسكي كارلوفاتس:
| البيانات المناخية لـباناتسكي كارلوفاتس | البيانات المناخية لـباناتسكي كارلوفاتس | البيانات المناخية لـباناتسكي كارلوفاتس | البيانات المناخية لـباناتسكي كارلوفاتس | البيانات المناخية لـباناتسكي كارلوفاتس | البيانات المناخية لـباناتسكي كارلوفاتس | البيانات المناخية لـباناتسكي كارلوفاتس | البيانات المناخية لـباناتسكي كارلوفاتس | البيانات المناخية لـباناتسكي كارلوفاتس | البيانات المناخية لـباناتسكي كارلوفاتس | البيانات المناخية لـباناتسكي كارلوفاتس | البيانات المناخية لـباناتسكي كارلوفاتس | البيانات المناخية لـباناتسكي كارلوفاتس | البيانات المناخية لـباناتسكي كارلوفاتس |
| الشهر                                  | يناير                                  | فبراير                                 | مارس                                   | أبريل                                  | مايو                                   | يونيو                                  | يوليو                                  | أغسطس                                  | سبتمبر                                 | أكتوبر                                 | نوفمبر                                 | ديسمبر                                 | المعدل السنوي                          |
| -------------------------------------- | -------------------------------------- | -------------------------------------- | -------------------------------------- | -------------------------------------- | -------------------------------------- | -------------------------------------- | -------------------------------------- | -------------------------------------- | -------------------------------------- | -------------------------------------- | -------------------------------------- | -------------------------------------- | -------------------------------------- |
| متوسط درجة الحرارة الكبرى °م (°ف)      | 3 (38)                                 | 4 (39)                                 | 10 (50)                                | 17 (62)                                | 24 (75)                                | 26 (78)                                | 27 (81)                                | 29 (84)                                | 24 (75)                                | 17 (63)                                | 9 (48)                                 | 1 (34)                                 | 17 (62)                                |
| متوسط درجة الحرارة الصغرى °م (°ف)      | −3 (27)                                | −4 (25)                                | 1 (33)                                 | 7 (45)                                 | 12 (53)                                | 15 (59)                                | 16 (61)                                | 18 (64)                                | 12 (53)                                | 8 (47)                                 | 3 (37)                                 | −3 (26)                                | 8 (46)                                 |
| متوسط أيام هطول الأمطار                | 8                                      | 15                                     | 18                                     | 19                                     | 14                                     | 20                                     | 16                                     | 12                                     | 14                                     | 17                                     | 14                                     | 13                                     | 180                                    |
| المصدر: Weatherbase                    |                                        |                                        |                                        |                                        |                                        |                                        |                                        |                                        |                                        |                                        |                                        |                                        |                                        |